# Saab 24
Saab 24 även känt som Projekt L 24 och senare den militära beteckningen B/J 24, var ett konventionellt nattjakts- och störtbombsflygplan planerat att byggas av Saab under 1940-talet. Projektet började i januari 1943 och avbröts i december samma år. Flygplanet hade vissa likheter med jaktflygplanet Messerschmitt Bf 110 men var av helt svenskt ursprung Tidningen Flyg kallade den "den Svenska Mosquiton".
Den beräknade prestandan visad i mallen till höger är för serietypen med brottfaktor 12 och baserade på 72 % propellerverkningsgrad vid maxhastighet. Data inom parentes gäller Saab 24 med 3 m² större vingyta.

## Historia
Projektet kom väldigt långt och vindtunnelprov visade bra resultat. Projektet gick dock under på grund av ett antal anledningar. Man behövde förstärka konstruktionen på grund av haveriskräck hos allmänheten. Flygvapnet hade väldigt många haverier under fredstid. Detta berodde mest på utländska plan som var byggda för krigstid, det vill säga att de var bara beräknade att vara i tjänst under en begränsad tid. På grund av detta förstärktes brottlastfaktorn från 9 till 12 vilket påverkade prestandan. Ett annat problem var Saab 24:ans långa startsträcka. 920 meter krävdes för att kunna komma upp 20 meter i luften. Detta var problematiskt då de flesta svenska flygfält var väldigt korta. Man förstorade då Saab 24:ans vingyta med 3 m². Detta förbättrade startsträckan till 900 meter men försämrade prestandan. Spiken i kistan kom då det visade sig att Saab 21 skulle kunna användas som bomb- och attackflygplan samt att Saab 18 med samma motorer som Saab 24 (Db 605B) skulle prestera i toppklass och även kunna byggas om till nattjaktplan, vilket skulle spara pengar. Dessutom var det bättre för flyg- och markpersonal om det fanns färre typer av flygplan.

## Beskrivning
Saab 24 var ett 2-motorigt, 2-sitsigt, mittvingat attack- och störtbombplan, som också skulle kunna användas som jaktplan men framför allt för nattjakt. Planet skulle utrustas med två stycken DB-605B-motorer på 1475 hk vardera, ha noshjul och dubbla fenor. Planet skulle vara av helmetall skalkonstruktion. Den hade en rektangulär mittvinge och trapetsformigt avsmalnade yttervinge, med var vinge försedd med en dykbroms placerad på yttervingen utanför motorgondolen. Landningsklaffarna var placerade på mittvingens bakkant mellan kroppssidan och gondolen samt på ungefär halva yttervingen. Skevrodren satt utanför. Nosen var i princip konstruerad som på Saab 21. Stjärtpartiet var fribärande med fasta ytor i helmetall skalkonstruktion och med dukklädda roderytor. Trimroder fanns på alla roder. Motorernas luftintag satt långt tillbaka under gondolerna vilket minskade luftmotståndet samt att avgasstudsarna (avgasöppningarna på sidorna av radmotorn) var utförda så att en del av avgasvärmen erhölls i form av reaktionseffekt.

## Versioner och beväpning
Flygplanet planerades att tillverkas i två versioner, som nattjaktflygplan och störtbombflygplan.
B 24
Störtbombversionen var tänkt att beväpnas med 4 stycken 8 mm ksp m/22 i nosen, samt två stycken 20 mm akan m/41 i kroppen, en på vardera sida om förarstolen i fothöjd med möjlighet till omladdning under flygning. Akterskytten skulle ha en 13,2 mm akan m/39. Eventuellt kunde 2 stycken 8 mm ksp m/22 fästas i vardera vinge. 
J 24
Nattjaktversionen var tänkt att utrustas med radar samt beväpnas med 6 stycken 13,2 mm akan m/39 eller 20 mm akan m/41 fördelade på fyra i nosen och två i kroppen. Akterskytten skulle ha en 13.2 mm akan m/39.